# Achterberg (helling)

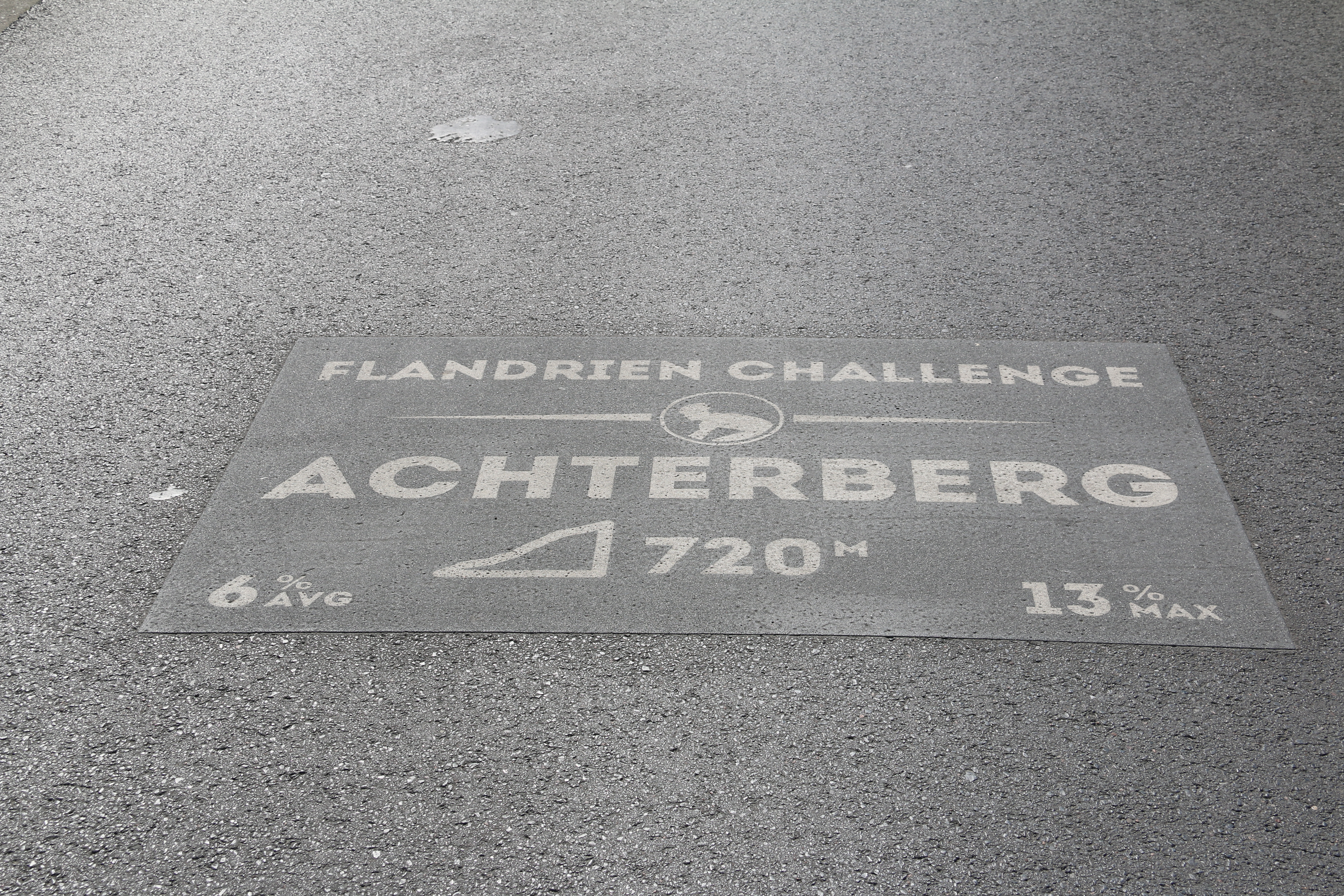

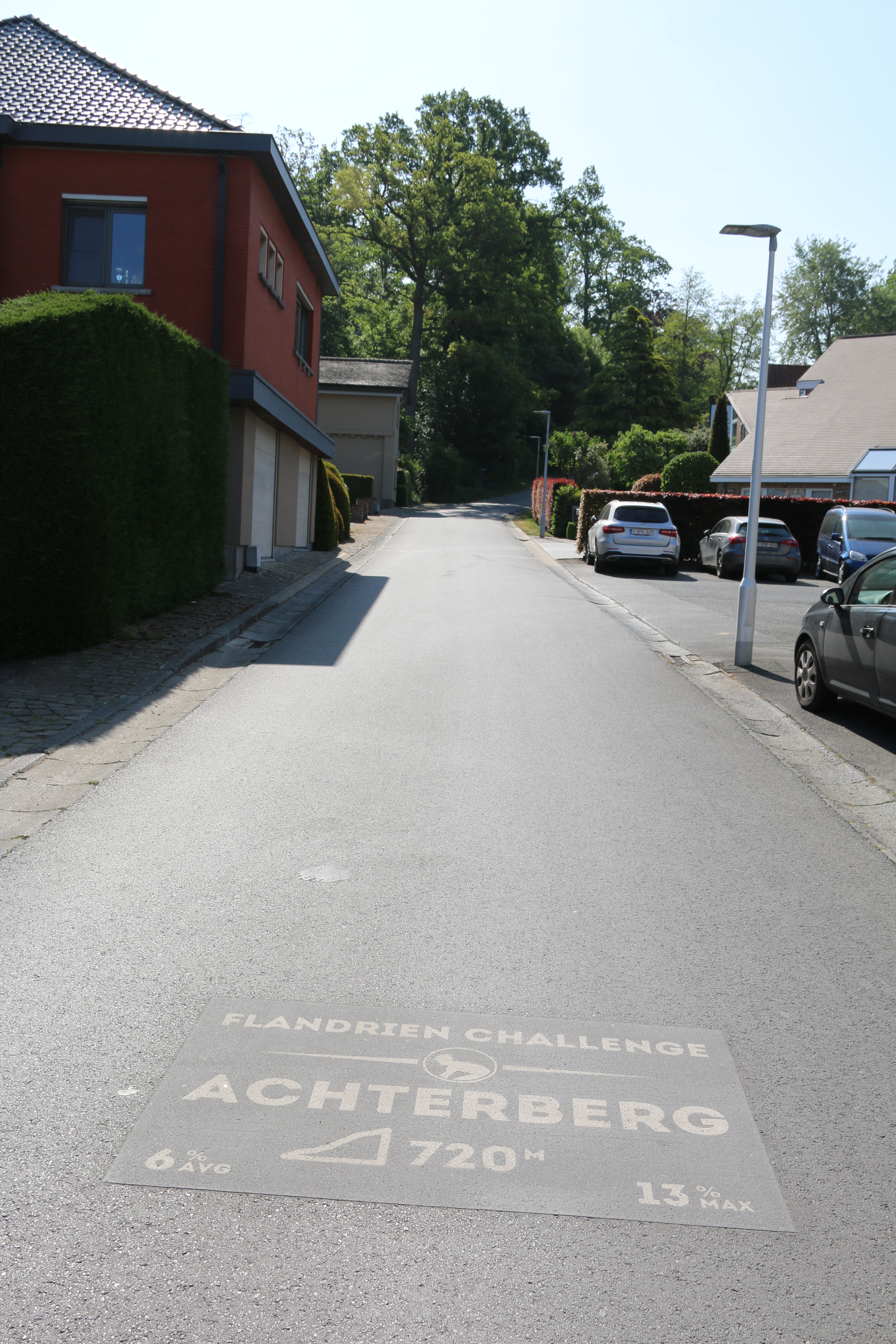

De Achterberg is een helling in de Vlaamse Ardennen, nabij de Belgische stad Oudenaarde. De helling loopt over de Vlaamse Ardennendreef, op de grens van de Oudenaardse deelgemeenten Leupegem en Edelare.

## Wielrennen

### Ronde van Vlaanderen
De helling is 5 maal (1998-2001 en 2022) opgenomen in de Ronde van Vlaanderen. 
In 1998 werd de helling na Den Ast en de Kattenberg beklommen, gevolgd door de Molenberg. In 1999 en 2000 werd de helling na Den Ast beklommen, gevolgd door de Wolvenberg. In 2000 werd de helling als eerste helling van de dag beklommen, gevolgd door wederom de Wolvenberg. In 2022 is ze de derde helling, tussen Kortekeer en Wolvenberg.

### Andere wielerkoersen
De helling wordt ook weleens opgenomen in de Omloop Het Volk.

### Recreatieve routes
De helling is ook opgenomen in de rode lus van de recreatieve fietsroute Ronde van Vlaanderenroute.